# Abschnittsbefestigung Dragonerspitz
Die Abschnittsbefestigung Dragonerspitz ist eine abgegangene frühmittelalterliche Befestigungsanlage auf einem nach Osten in das Tal des Deichselbaches ragenden Bergsporn, der sogenannten Dragonerspitz. Die Burgstelle der Spornburg liegt rund 1260 Meter nordnordöstlich der katholischen Ortskapelle Herz Jesu in Ketschendorf in der oberfränkischen Gemeinde Buttenheim in Bayern. Über diese Abschnittsbefestigung sind keine geschichtlichen und archäologischen Informationen bekannt, vom Archäologen Björn-Uwe Abels wird sie als Befestigung ottonischer Zeitstellung (10. bis 11. Jahrhundert) datiert. Möglicherweise wurde diese aber nicht fertiggestellt, der nördliche Teil des Abschnittswalles weist keine Spuren von Zerstörung auf, und macht einen unfertigen Eindruck. Erhalten hat sich von der Anlage nur ein einfaches Wall-Graben-System. Die Stelle ist als Bodendenkmal Nummer D-4-6132-0089: „Vorgeschichtliche oder mittelalterliche Abschnittsbefestigung“ geschützt.

## Beschreibung
Die etwa 100 × 150 Meter große, dreiecksförmige Abschnittsbefestigung befindet sich auf einem breiten, nach Osten ragenden Bergsporn, der an seiner Nordostseite mehrere Meter senkrecht über Felswände abfällt. Im Südosten bietet der steile und mit Felsen durchsetzte Berghang ebenfalls guten Schutz, nur nach Westen, wo der Sporn in die nur wenige Meter ansteigende Hochfläche übergeht, musste die Anlage gesichert werden. An dieser Seite wurde ein Abschnittswall mit vorgelegtem Graben angelegt. Der Wall setzt an der südlichen Hangkante an und verläuft zuerst 75 Meter geradlinig in nordwestlicher Richtung. Anschließend wird er von einer 20 Meter langen Lücke unterbrochen, in der allerdings ein nur sehr schmaler Wall liegt. Danach folgen zwei 25 Meter lange, nach Norden gerichtete Wallstücke, die wiederum durch eine zwölf Meter breite Lücke getrennt sind.
Bei diesen beiden Unterbrechungen könnte es sich um frühere Zugänge handeln. Allen durchschnittlich 14 Meter breiten und eineinhalb Meter hohen Wallstücken sind heute noch zehn Meter breite und ein bis zwei Meter tiefe Gräben vorgelegt. Die restliche 30 Meter lange Strecke zur nördlichen Hangkante weist keine Befestigungsreste mehr auf, möglicherweise blieb die Anlage an dieser Seite unvollendet. Auf der ebenen Innenfläche gibt es keine obertägige Bebauungsspuren.